# أبونا (فلم)
أبونا (بالإنجليزية: Abouna) هو فيلم دراما صدر في سنة 2002. الفيلم من إخراج محمد الصالح هارون وكتابة محمد الصالح هارون.

## وصلات خارجية
- مقالات تستعمل روابط فنية بلا صلة مع ويكي بيانات

1. ↑  Abounaby Josh Hillman, بي بي سي فور [وصلة مكسورة] نسخة محفوظة 11 مارس 2010 على موقع واي باك مشين.